# Amt Lindau (Anhalt)
Das Amt Lindau war ein Amt des Fürstentums Anhalt-Zerbst.

## Geschichte
Das Fürstentum Anhalt-Zerbst gliederte sich Mitte des 17. Jahrhunderts in die Ämter Zerbst, Roßlau, Coswig, Lindau, Walternienburg, Dornburg und Mühlingen. Hinzu kamen einige adlige Gerichtsdörfer. Das Amt Lindau war aus der Grafschaft Lindau hervorgegangen und bestand aus dem Flecken Lindau, den Amtsdörfern Kerchau, Strinum, Zernitz, Kuhberge, Badewitz, Quast, Lietzo, Deetz, Reuden und Nedlitz, den Vorwerken Buhlendorf und Sorge sowie den adligen Dörfern Grimme, Dobritz, Göbel, Golmenglin und Hagendorf. In den letztgenannten verfügte nicht der Landesherr, sondern die Grundherren über die niedere Gerichtsbarkeit.
Nach dem Aussterben der Zerbster Linie 1793 wurde das Fürstentum in der Zerbster Teilung 1797 an die anderen Linien Anhalts verteilt. Das Amt Lindau kam größtenteils an das Fürstentum Anhalt-Köthen. Dieser Teil wurde in Anhalt-Köthen Teil des Amtes Roßlau, später Justizamt Roßlau. Der östliche Teil des Amtes Lindau, die Dörfer Nedlitz und Reuden kamen zum Fürstentum Anhalt-Dessau und wurden dort durch das Amt Zerbst, später Justizamt Zerbst verwaltet.